# Cnidoscolus multilobus
Mala mujer (Cnidoscolus multilobus) es una especie de planta endémica de México que pertenece a la familia Euphorbiaceae, Este árbol u arbusto llega a medir hasta 5 m. Los frutos son cápsulas de color verde, con pelos urticantes. Se distribuye desde Tamaulipas a Veracruz en la Vertiente el Golfo y de Michoacán a Chiapas en la Vertiente del Pacífico. Tiene usos alimenticios y medicinales para el humano. 
.

## Clasificación y descripción
Es un árbol o arbusto de hasta 5 m de alto con un diámetro de hasta 15 cm, tronco cilíndrico, derecho, copa poco densa, el tronco y las ramas jóvenes están cubiertos de pelos rígidos agudos y urticantes. La corteza externa es lisa de color verdoso, la interna es de color crema verdosa, frecuentemente con exudado blanco acuoso. La madera es suave. Las hojas son simples dispuesto en espiral, 30 a 45 cm de largo incluyendo el pecíolo; lobos de 3-5, los lobos oblanceolados u obovados; el margen dentado, ápice agudo, base profundamente cordada; lámina de color verde oscuro en el haz, y verde claro en el envés, tricomas esparcidos en ambas superficie, y es más denso sobre las nervaduras, en el envés nervaduras más pronunciadas; el pecíolos es de hasta 25 cm de largo cubierto de pelos urticantes, y con el corte expulsa un exudado blanco y acuoso.
Presenta inflorescencias cimosas, axilares de ca. 30 cm de largo. Las flores masculinas son actinomorfas, consiste de un perianto de 2 cm de diámetro; con 5 lobos; estambres blancos, 10, desiguales. Las flores femeninas situados en las partes inferior de inflorescencia, actinomorfas, de 1.5 cm de diámetro; lóbulos del perianto libres hasta la base, oblongos a obtusos, blancos, con una línea verde; estambres ausentes; ovario oblongo; 3-lóbulo, cada lóbulo con un óvulo; estilo muy corto, termina con 3 lóbulos. Los frutos son cápsula de 1.3 a 1.5 cm de diámetro, globosas, 3-lobadas, 3-valvas, verdes, con pelos urticantes; contienen 3 semillas de color amarillento, ca. de 1 cm de largo, elipsoidales arilo de color crema.

## Distribución y Hábitat
En la vertiente del Golfo, desde Tamaulipas, hasta Veracruz y la vertiente del Pacífico desde Michoacán hasta Oaxaca, y en la Depresión Central de Chiapas. Forma parte de las selvas altas o medianas subperennifolias, en vegetación secundaria y selvas bajas caducifolias.

## Usos
Las flores se comen como verdura en S.L.P. Se reporta como hipoglucémico (baja niveles de azúcar en la sangre, contra diabetes). Se considera un indicador para presión de herbivoría, especialmente por vacuno, ya que es desagradable para vacas por sus pelos urticantes, y la evitan.

## Nombres comunes
- Mala mujer
- Chaya
- Chaya de monte
- Chichicaste de caballo
- Chichicastle (tzeltal Chiapas).[3]
- Ortiga
- Tzitzicastli Náhuatl[4]